# دنیل الاهی گالان
دنیل الاهی گالان (اسپانیایی: Daniel Elahi Galán‎؛ زادهٔ ۱۸ ژوئن ۱۹۹۶) تنیس‌باز اهل کلمبیا است.